# Theodor Wiedemann
Theodor Wiedemann (* 20. August 1823 in Mittelstetten, Königreich Bayern; † 9. Mai 1901 in Salzburg) war ein deutscher Historiker, römisch-katholischer Theologe und Redakteur.

## Beruflicher Werdegang
Wiedemann wurde 1860 Redakteur der Katholischen Literaturzeitung und arbeitete von 1862 bis 1874 für die Österreichische Vierteljahresschrift für katholische Theologie, bevor er von 1879 bis 1881 Chefredakteur der amtlichen Linzer Zeitung wurde. Ab 1881 arbeitete er als Chefredakteur für die amtliche Salzburger Zeitung.